# The Constant Nymph (1933)
The Constant Nymph é um filme de drama produzido no Reino Unido em 1933, dirigido por Basil Dean e com atuações de Victoria Hopper, Brian Aherne e Leonora Corbett. É uma adaptação do romance The Constant Nymph, de Margaret Kennedy.